# 松山奉天宮
松山奉天宮位於臺灣臺北市信義區福德街、鄰近1981年興建的松山慈惠堂，為主祀玉皇上帝之道教廟宇。該廟宇興建於1954年，為位於臺北信義區的大型多進之傳統建築廟宇，是臺灣北部規模最大的天公廟。另外，該廟宇的組織型態為管理委員會制，祭典日期是每年農曆正月初八至正月十二及九月廿八建廟紀念日。

## 簡史
同治元年（1862年）四獸山之虎山居一唐山客，於中坡庄石洞內樹立一塊紅綾，上書「玉皇上帝暨列位尊神」，作為玉帝神位，並鑿一個石製香爐，焚香膜拜，以求平安。當地民眾皆往奉祀。至臺灣日治時期受皇民化政策影響，石洞被改作防空壕。1953年，松山地方士紳與耆老溫金波、劉永浩等人籌資建廟，隔年竣工，稱「天公廟」。1959年改稱「奉天宮」，與此同時，因許多雲林人士來臺北發展，奉祀自褒忠鄉馬鳴山鎮安宮分靈之「五年千歲」祈禱平安，信眾日增，故建廟「開安宮」供奉。
1967年奉天宮與「開安宮」合併，定名松山奉天宮，主祀玉皇大帝，並以盧千歲、侯千歲、薛千歲三位王爺分別職司「健康」、「平安」、「功名」，甚為靈驗，還願者絡繹不絕。同年成立管理委員會。廟側另建有香客大樓、附設圖書館及天公藝廊，其中天公藝廊會定期舉辦各項展覽活動。

## 祀神
二樓正殿主祀玉皇上帝，陪祀三官大帝、太陽星君、太陰星君，龍邊供奉東華帝君、虎邊供奉西王金母；二樓龍邊側殿還有太歲殿供奉斗姥元君、太歲星君，月老殿供奉月下老人，二樓虎邊側殿還有光明殿供奉五斗星君、文昌帝君、五路財神，華陀殿供奉華陀仙師。
一樓正殿主祀五年千歲，龍邊供奉保生大帝、霜位相公（施鍔）、中壇元帥，虎邊供奉九天雷祖。
一樓龍邊側殿另有供奉天上聖母、觀音菩薩、彌勒佛、註生娘娘；一樓虎邊側殿另有供奉關聖帝君、孚佑帝君、司命真君、福德正神、虎爺、馬爺等眾神祇。

## 圖錄

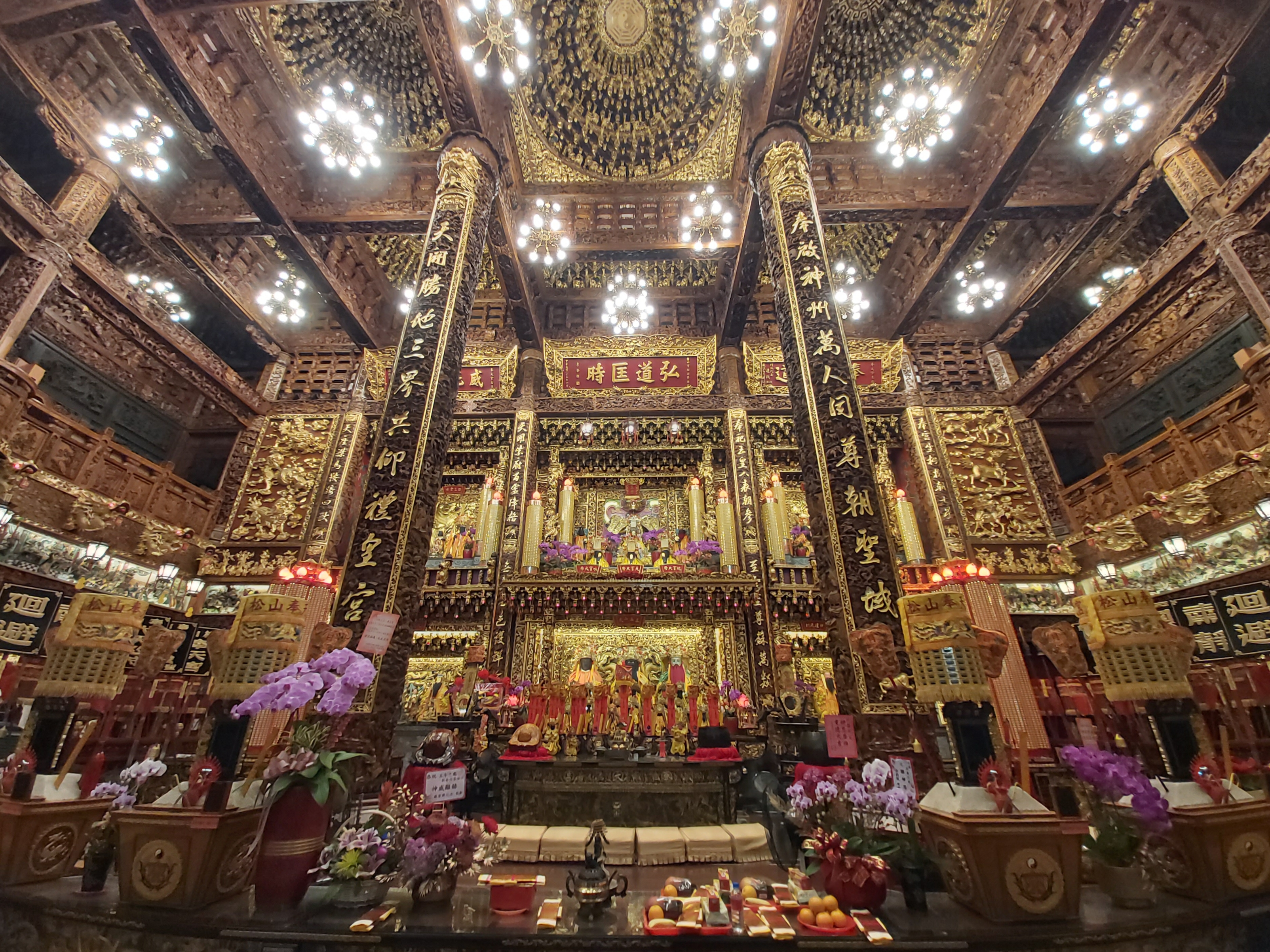
「通明天宮」正殿
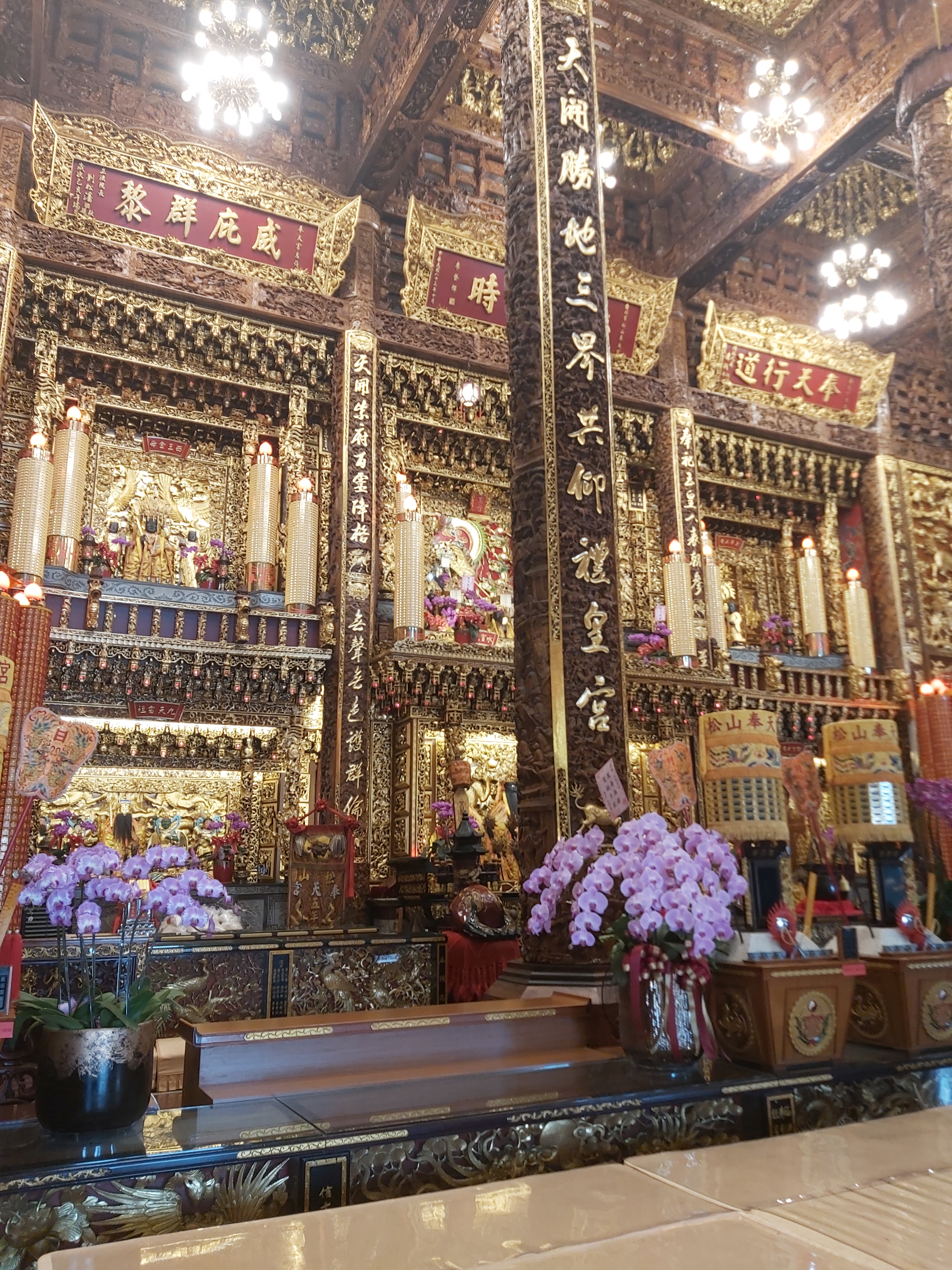
殿內仰視
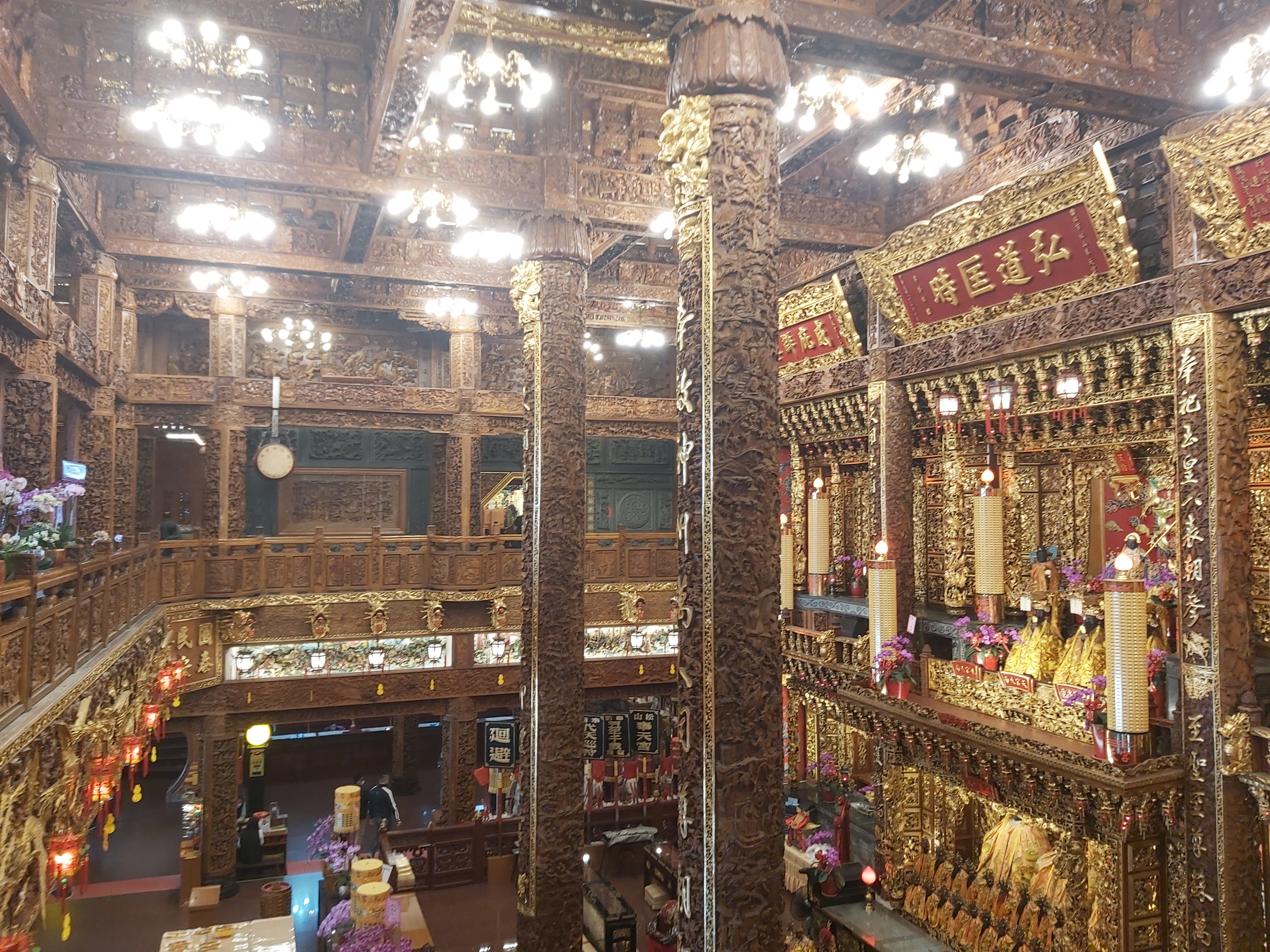
殿內俯視
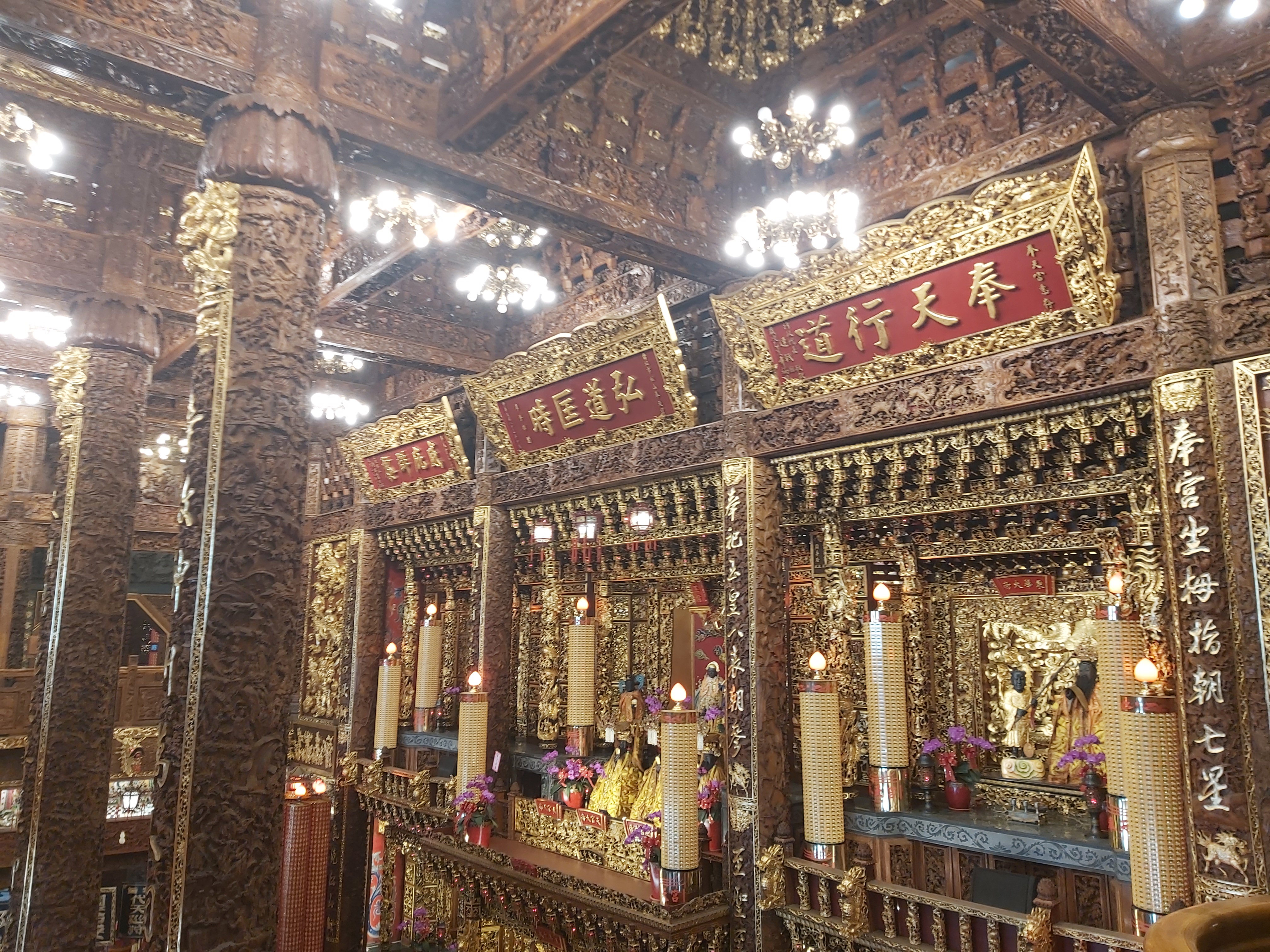
總統李登輝「弘道匡時」、行政院院長連戰「奉天行道」、立法院院長劉松藩「威庇群黎」題匾
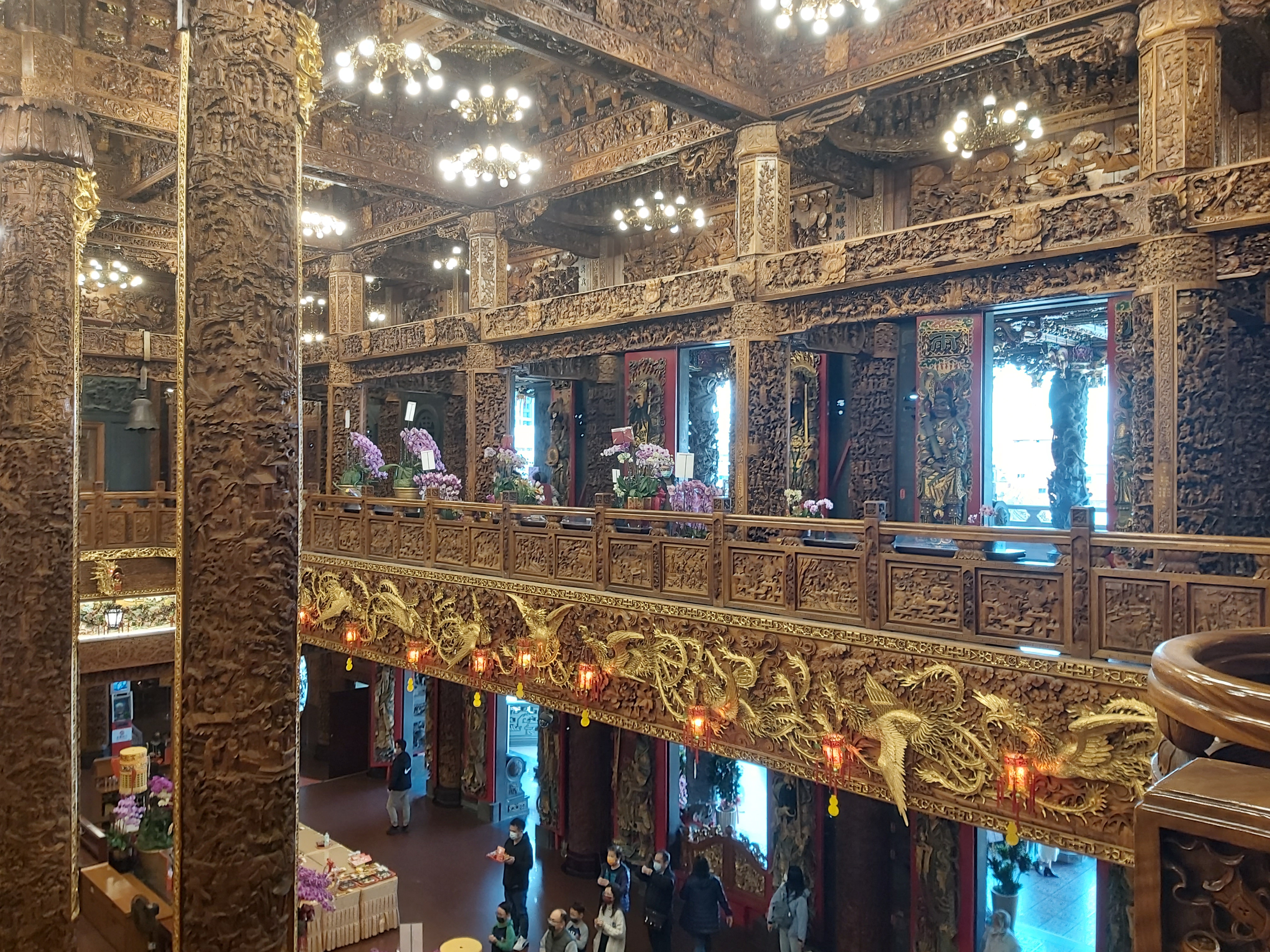
殿宇內裝
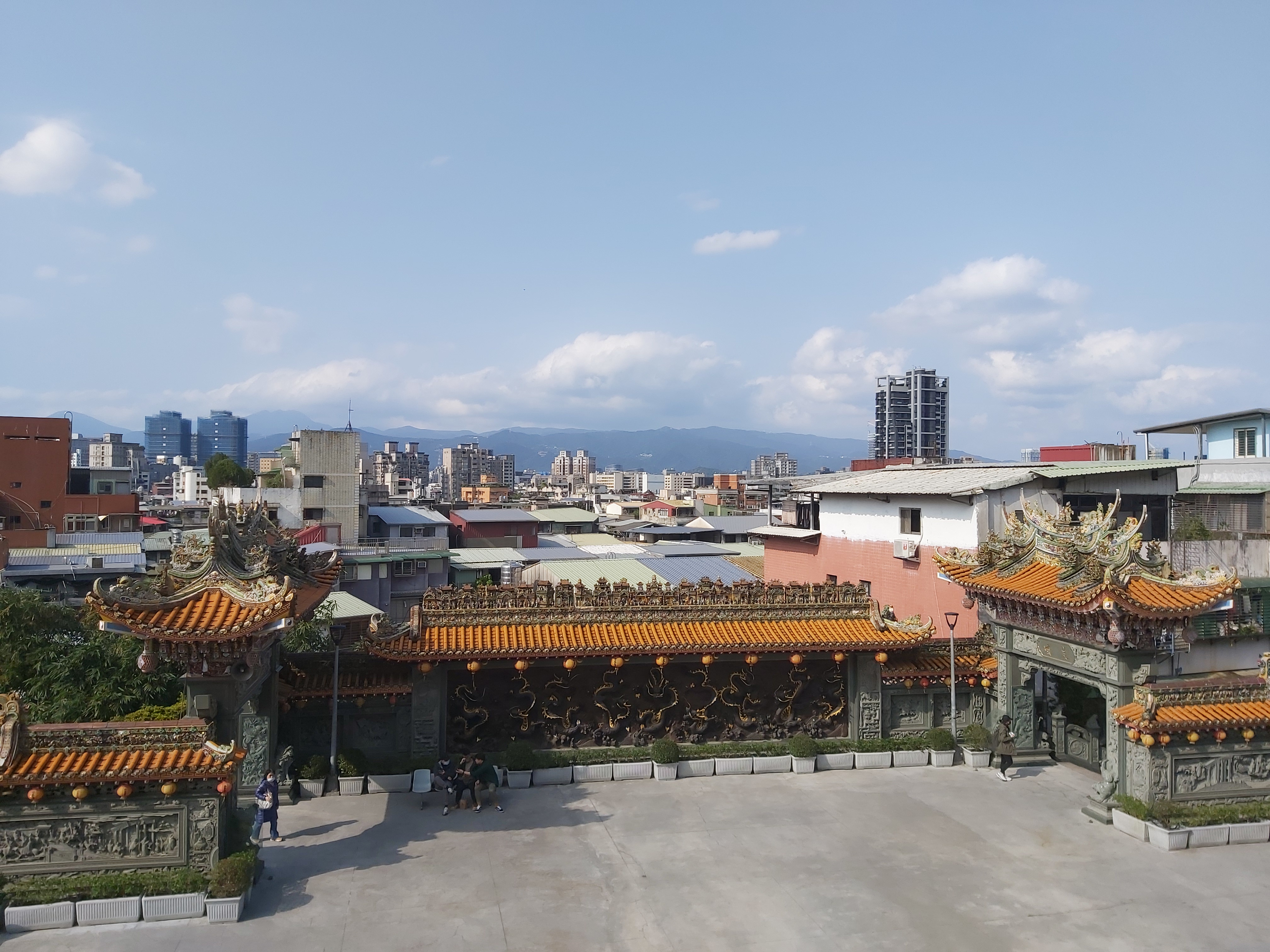
廟埕九龍壁

## 外部連結
- 松山奉天宮 （页面存档备份，存于）